# Zeta Beta Tau
Zeta Beta Tau (ΖΒΤ) es una fraternidad de estudiantes. ZBT fue fundada el 29 de diciembre de 1898, como la primera fraternidad sionista judía. Actualmente, Zeta Beta Tau se ha alejado de su política de pertenencia exclusivamente judía y de la ideología sionista que tenía en el momento de su fundación.
Desde 1954, Zeta Beta Tau ha sido una organización no sectaria, y abrió sus puertas a los miembros no judíos, cambiando su política de pertenencia para incluir a cualquier hombre con buen carácter. ZBT valora la diversidad étnica de sus miembros. Cuatro fraternidades se han fusionado con Zeta Beta Tau en el pasado: Phi Alpha, Kappa Nu, Phi Sigma Delta, y Phi Epsilon Pi.
En la actualidad, la fraternidad Zeta Beta Tau tiene aproximadamente 140.000 miembros, con capítulos y colonias en más de 90 campus. Zeta Beta Tau abolió la práctica del "pledging" en 1989, como una forma de combatir y eliminar las novatadas, y reemplazó la práctica del "pledging" por otro procedimiento en el que los nuevos miembros son aceptados como hermanos al recibir una oferta de la fraternidad.
Zeta Beta Tau fue fundada en 1898 como la primera fraternidad judía de la nación, aunque actualmente no es una fraternidad sectaria.
La fraternidad Zeta Beta Tau fue dirigida hasta su fallecimiento por Richard James Horatio Gottheil, un profesor de idiomas de la Universidad de Columbia. En la convención nacional de 1954, los delegados modificaron la constitución, los rituales, y los procedimientos internos de Zeta Beta Tau, tanto en la teoría como en la práctica, con el fin de eliminar el sectarismo, y cambiaron su política de pertenencia.
En una reunión en el verano de 2002, del consejo supremo de ZBT en Pittsburgh, Pensilvania, la organización Children 's Miracle Network Hospitals, fue elegida como la filantropía oficial de la fraternidad Zeta Beta Tau. Su flor es el clavel.